# Svart flintskallefisk
Svart flintskallefisk (Conocara nigrum) är en fiskart som först beskrevs av Günther, 1878.  Svart flintskallefisk ingår i släktet Conocara och familjen Alepocephalidae. IUCN kategoriserar arten globalt som otillräckligt studerad. Inga underarter finns listade i Catalogue of Life.